# Canal maritime de Marans à la mer
Le Canal maritime de Marans à la mer ou canal maritime du Brault est situé dans la partie septentrionale du département de la Charente-Maritime.
Le canal relie la petite cité fluviale de Marans et le Marais poitevin à la Sèvre Niortaise, fleuve côtier qui se jette dans la baie de l'Aiguillon, cette dernière formant un petit golfe dans l'océan Atlantique.

## Description

### Géographie

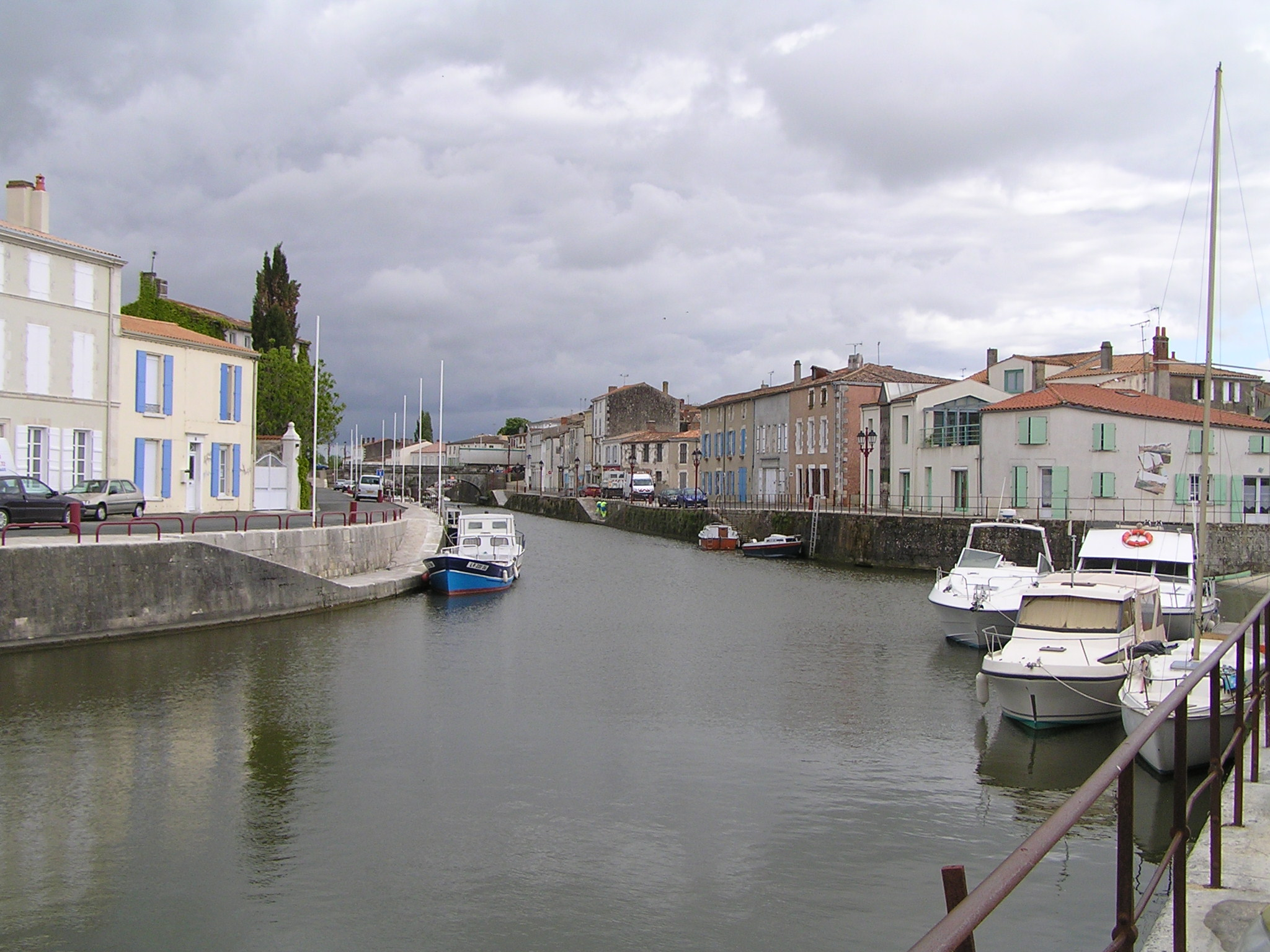
Les quais de Marans sur la Sèvre Niortaise.

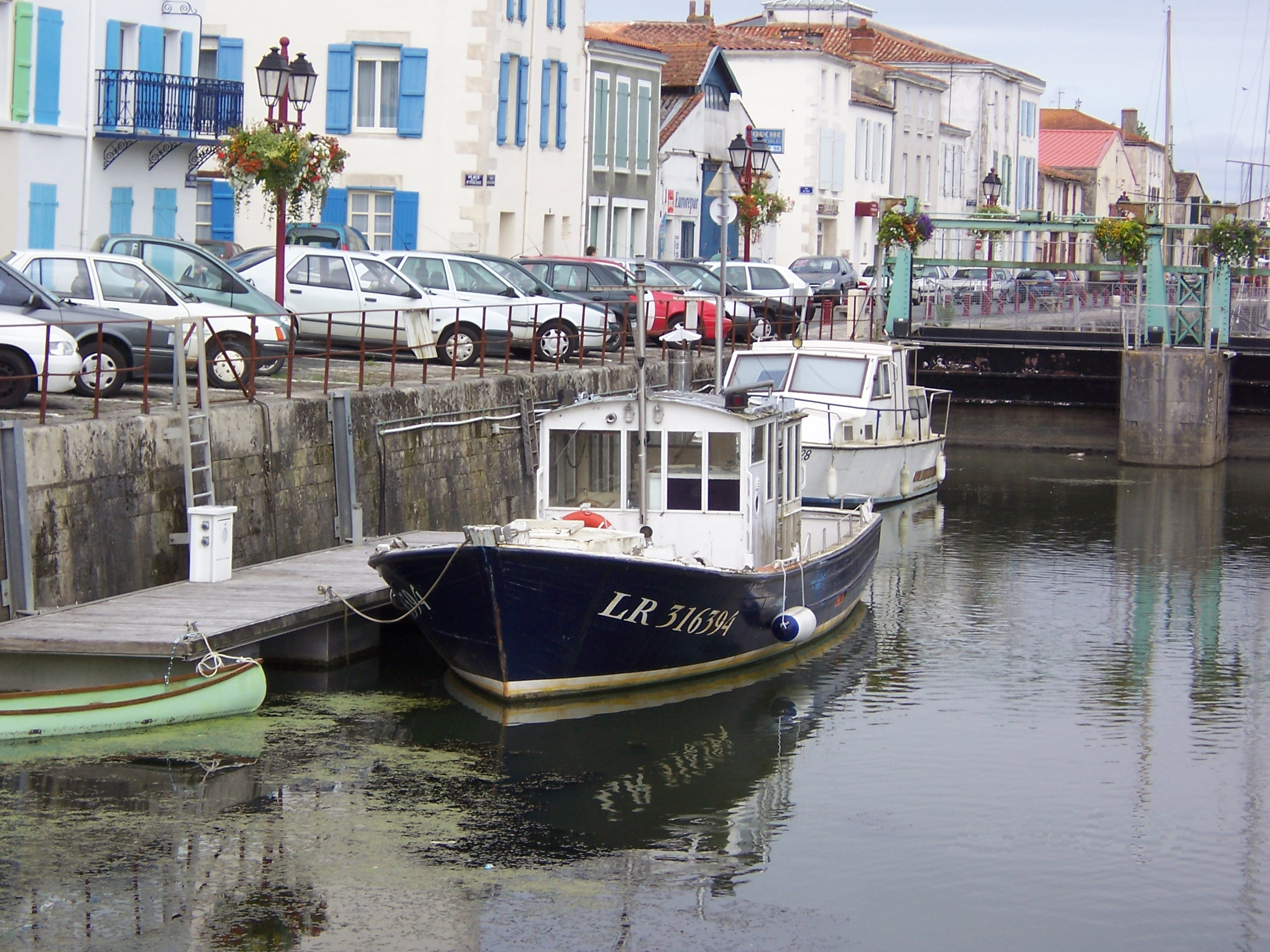
Le port de Marans en amont du Canal maritime de Marans à la mer.

Le Canal maritime de Marans à la mer se situe en aval de la cité portuaire de Marans, partant du bassin à flot aujourd'hui occupé par les bateaux de plaisance. Il débouche sur le lieu-dit Les Écluses du Brault, situé dans la commune de Charron, à quatre kilomètres de l'estuaire de la Sèvre Niortaise. Ce canal est donc situé sur deux communes, situées au nord du département de la Charente-Maritime, qui sont Marans et Charron.
Cette infrastructure importante est encore en activité aujourd'hui, et est prise en charge par les services hydrauliques de l'État.
Il s'agit avant tout d'un canal de dérivation de la Sèvre Niortaise à la mer d'une longueur de cinq kilomètres, créé à l'origine pour faciliter le transit fluvial des bateaux de mer d'un port en lourd pouvant jauger jusqu'à 1 200 tonneaux. Il fut construit pour doubler la Sèvre Niortaise dans la partie inférieure de son cours, caractérisée par de nombreux méandres, et soumise aux contraintes de la marée.
Ce canal réduit sensiblement le trajet qui sépare le port fluvial de Marans de l'embouchure de la Sèvre Niortaise, le plaçant à neuf kilomètres de la mer. Il permet ainsi de raccourcir le temps de navigation qui, aujourd'hui, se fait en moins d'une heure.
Il est désormais utilisé pour le transit des bateaux de plaisance, depuis la  cessation définitive du commerce maritime. Marans est devenue aujourd'hui un port de plaisance fluvial, dont les quais et le bassin à flot ont été aménagés pour recevoir environ 200 anneaux. Vers la fin des années 1990, le port de commerce de Marans entretenait un trafic de bois du Nord et de céréales, qui étaient acheminés par des cargos utilisant le canal de dérivation.
Le Canal maritime de Marans à la mer est connecté au canal de Marans à La Rochelle par une écluse de jonction, toujours en service. Cette jonction permettait par le passé  de faciliter l'écoulement du trafic fluvial des marchandises, mais cette activité est demeurée bien éphémère.

### Le canal en chiffres

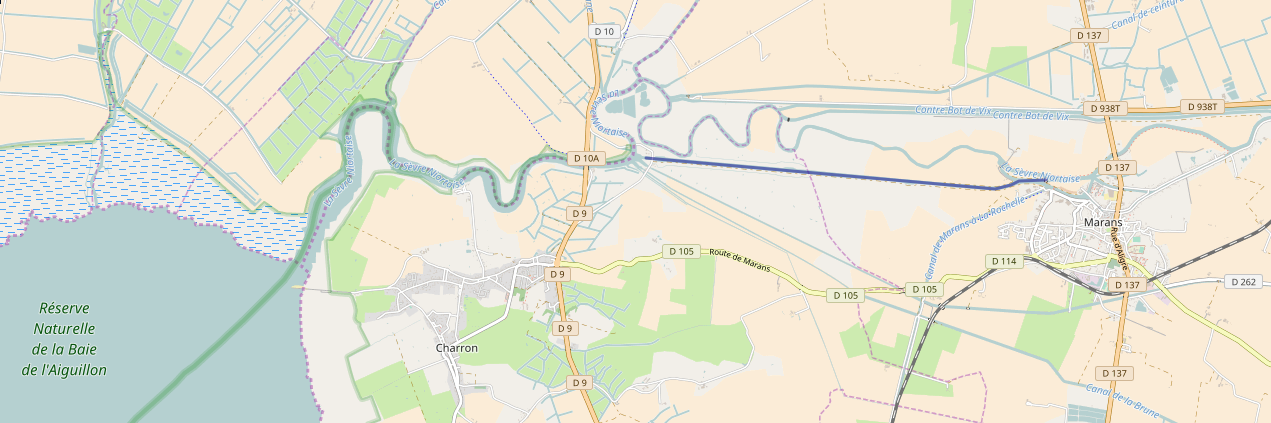
Le tracé du canal (en bleu foncé).

Ce canal, d'une longueur de 5 kilomètres, est équipé d'une écluse et d'un pont tournant au site dénommé Les Écluses du Brault, dans la commune de Charron.
Le canal de dérivation permet de mettre le port de Marans à neuf kilomètres de la mer.

## Histoire
Commencé en 1891, il a été mis en service à la fin du XIXe siècle ou au début du XXe siècle pour faciliter le trafic maritime. Il a été utilisé par des cargos jaugeant jusqu'à 1 200 tonneaux de port en lourd, acheminant des bois du Nord et des céréales jusqu'à la fin des années 1990. Le trafic portuaire était d'environ 10 000 tonnes par an dans la dernière décennie de son exploitation.
Depuis la cessation définitive du trafic maritime, le port fluvial de Marans est devenu un port de plaisance au début des années 2000, où les bateaux de plaisance utilisent le canal de dérivation qui leur facilite grandement la navigation.

## Photos

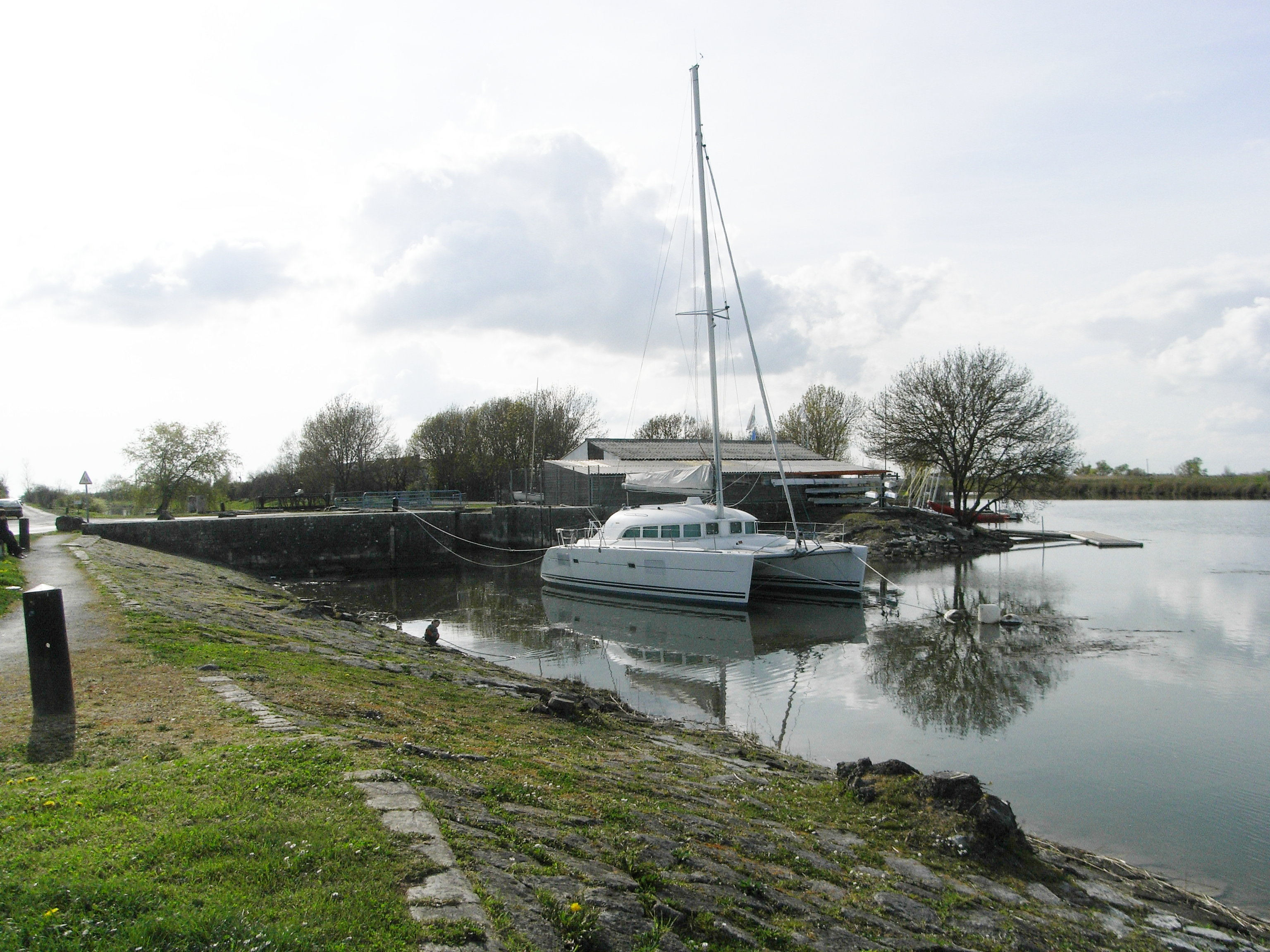
Écluse de jonction (derrière le bateau) avec le canal de Marans à La Rochelle.
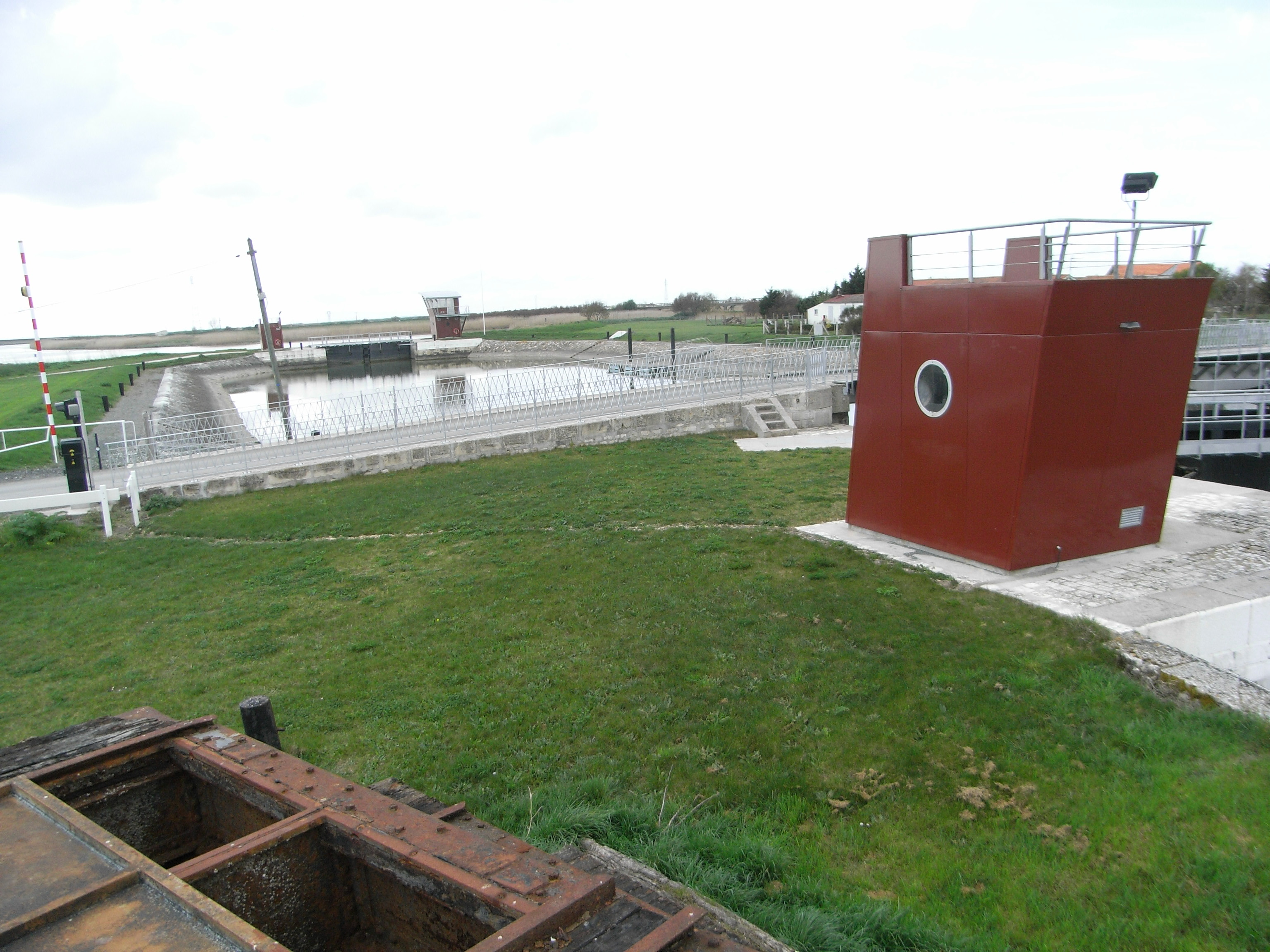
Écluse et pont tournant aux Écluses du Brault.
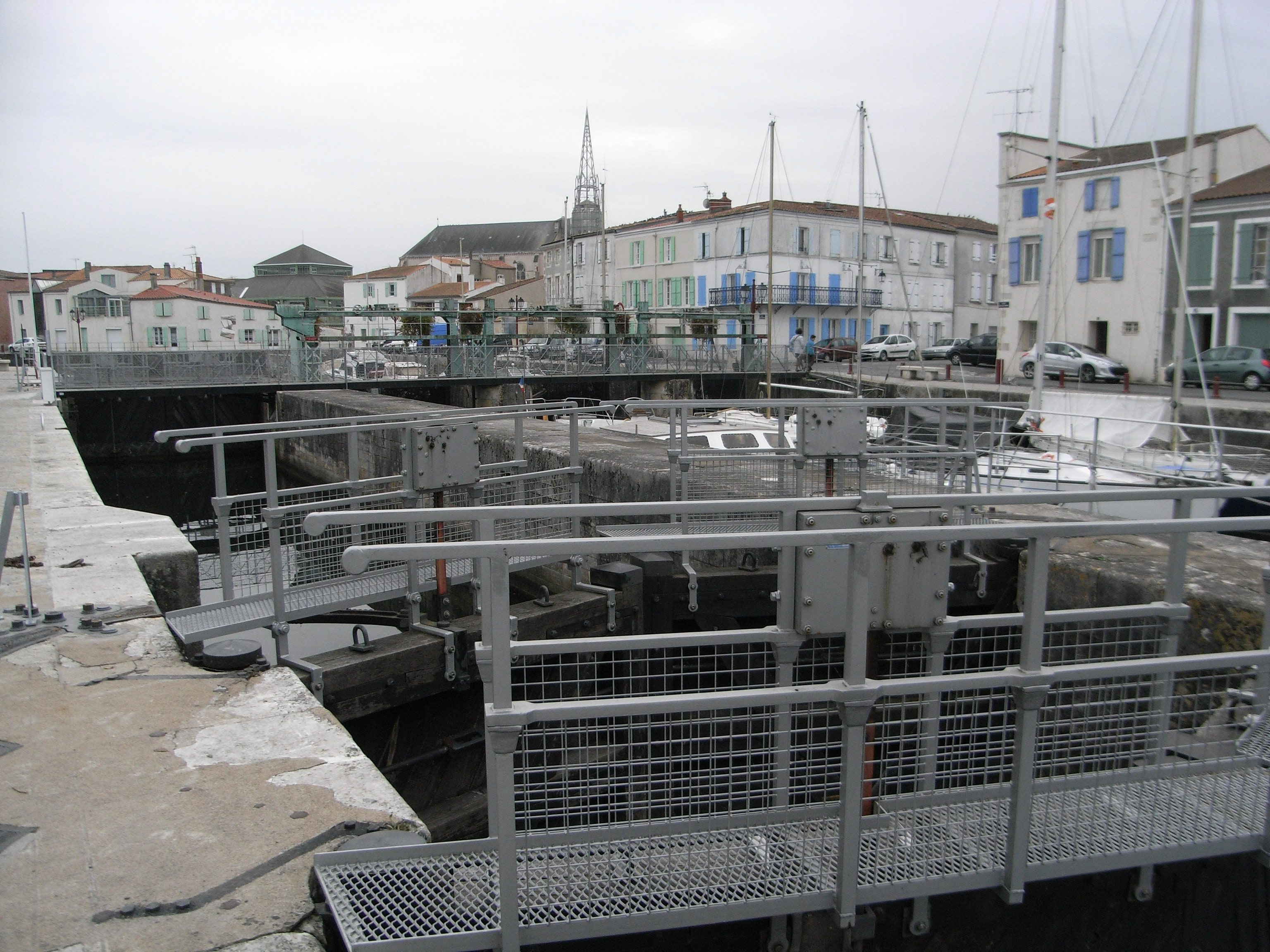
Barrage écluse du carreau d'Or à Marans.